# Odynerus fervidus
Odynerus fervidus är en stekelart som beskrevs av Henri Saussure. Odynerus fervidus ingår i släktet lergetingar, och familjen Eumenidae. Inga underarter finns listade i Catalogue of Life.